# Theodor Levin
Theodor Georg Ludwig Levin (* 2. November 1836 in Königsberg; † 21. November 1922 in Düsseldorf) war ein deutscher Kunsthistoriker und Kunstschriftsteller. Bis Anfang der 1890er Jahre arbeitete er als Kurator bzw. Bibliothekar der Kunst- und Literatursammlung sowie Professor für Kunstgeschichte an der Kunstakademie Düsseldorf.

## Leben
Über Levins Leben ist wenig bekannt. 1854 absolvierte er das Altstädtische Gymnasium seiner Vaterstadt mit dem Ziel, Jura zu studieren. Nach dem Studium der Rechtswissenschaften praktizierte er an einem Gericht, wo er 1859 als „Tribunals-Auskultator“ zum „Tribunals-Referendarius“ ernannt wurde. Noch im gleichen Jahr wurde er auf eigenes Ersuchen aus dem Justizdienst entlassen. 1862 trat er in die Handelsgesellschaft von Moritz Levin als Mitgesellschafter ein. 1864 wurde über sein Privatvermögen der Konkurs eröffnet. Bis in die 1880er Jahre etablierte er sich als Schriftsteller. Als Nachfolger von Karl Woermann wurde Levin Kurator der Kunst- und Literatursammlung und Lehrer für Kunstgeschichte an der Kunstakademie Düsseldorf. Zunächst kommissarisch übernahm er im Herbst 1882 Woermanns kunstgeschichtliche Vorlesungen. Auf Empfehlung von Max Jordan setzte er dabei einen Projektionsapparat für Glasfotografien in einem verdunkelten Raum ein, um Bilder von kunsthistorischen Betrachtungsobjekten, die Bruno Meyer über einen Katalog vertrieb, andauernd vorführen zu können. 1893 wurde er von Friedrich Schaarschmidt abgelöst. Besondere kunstgeschichtliche Bedeutung haben sein Repertorium über die Sammlungen der Kunstakademie Düsseldorf (1883), seine Biografie über den Maler Eduard Bendemann (1885) sowie seine Beiträge zur Geschichte der Kunstbestrebungen in dem Hause Pfalz-Neuburg (1904–1910), die die Ergebnisse seiner ausgedehnten Provenienzforschung über Kunstgegenstände der ehemaligen Gemäldegalerie Düsseldorf und der Kunstsammlung der Düsseldorfer Akademie enthalten.
1894 wohnte Levin in Düsseldorf-Pempelfort an der Scheibenstraße 2. Sein Vetter war der Königsberger Maler und Berliner Hochschullehrer Otto Brausewetter.

## Schriften
- Repertorium der bei der Königl. Kunst-Akademie zu Düsseldorf aufbewahrten Sammlungen. A. Bagel, Düsseldorf 1883 (Digitalisat)[11][12]
- Bendemann, Eduard Julius Friedrich. In: Julius Meyer et al. (Hrsg.): Allgemeines Künstler-Lexikon. Band 3, Leipzig 1885, S. 504–511
- Verzeichniss der in der Kunsthalle zu Düsseldorf ausgestellten Bilder von älteren Meistern. A. Bagel, Düsseldorf 1886 (Digitalisat)
- Das Grabdenkmal des Herzogs Wilhelm von Jülich-Cleve-Berg in der Sct. Lambertuskirche zu Düsseldorf. In: Beiträge zur Geschichte des Niederrheins, Band 1 (1886), S. 175 (Digitalisat)
- Eine gefälschte Gemäldesammlung. In: Kunstchronik: Wochenschrift für Kunst und Kunstgewerbe, 22. Jahrgang (1886/1887), Nr. 42, S. 673–680 (Digitalisat)
- Zur Frage der Bilderfälschung. A. Bagel, Düsseldorf 1887
- Noch ein Wort in Sachen des Städelschen Instituts. In: Kunstchronik: Wochenschrift für Kunst und Kunstgewerbe. 23. Jahrgang (1887/1888), Sp. 252–258, 281–290
- Noch ein Wort zur Erinnerung an Eduard Bendemann. In: Kunstchronik: Wochenschrift für Kunst und Kunstgewerbe. Neue Folge, Heft 1 (1889/1890), Sp. 333–338 (Digitalisat)
- Ein Heiratsprojekt im pfalzneuburgischen Hause. In: Düsseldorfer Jahrbuch. Jahrgang 15 (1900), S. 366–373
- Beiträge zur Geschichte der Kunstbestrebungen in dem Hause Pfalz-Neuburg. In: Düsseldorfer Jahrbuch. Jahrgang 19 (1904), S. 97–213; Jahrgang 20 (1905), S. 123–249 (Digitalisat); Jahrgang 23 (1910), S. 1–185